# Ямпільська волость (Кременецький повіт)
Ямпільська волость — адміністративно-територіальна одиниця Кременецького повіту Волинської губернії Російської імперії. Волосний центр — містечко Ямпіль.
Станом на 1885 рік складалася з 15 поселень об'єднаних у 11 сільських громад. Населення — 5696 осіб (2855 чоловічої статі та 2841 — жіночої), 890 дворових господарств.
|                     | Площа, десятин | У тому числі орної, дес. |
| ------------------- | -------------- | ------------------------ |
| Сільських громад    | 6087           | 3821                     |
| Приватної власності | 3912           | 2815                     |
| Казенної власності  | —              | —                        |
| Іншої власності     | 398            | 245                      |
| Загалом             | 10397          | 6881                     |

Основні поселення волості:
- Ямпіль — колишнє власницьке містечко при річці Горинь за 42 версти від повітового міста, 640 осіб, 104 двори, православна церква, костел, католицька каплиця, постоялий будинок, 30 лавка, базар, 6 ярмарків, водяний млин.
- В'язовець — колишнє власницьке село при річці Горинь, 1240 осіб, 210 дворів, 2 православні церкви, школа, постоялий будинок, черепичний завод.
- Грибове — колишнє власницьке село при впадінні річки Жирило у річку Горинь, 445 осіб, 76 дворів, православна церква, каплиця, постоялий будинок, водяний млин.
- Дітківці — колишнє власницьке село при річці Горинь, 455 осіб, 64 двори, православна церква.
- Загірці — колишнє власницьке село при джерелах, 337 осіб, 57 дворів, православна церква, постоялий будинок.
- Лепесівка (Лепешівка) — колишнє власницьке село при річці Горинь, 778 осіб, 110 дворів, православна церква, каплиця, водяний млин.
- Вільшаниця — колишнє власницьке село при річці Горинь, 507 осіб, 87 дворів, постоялий будинок.
- Паньківці — колишнє власницьке село при річці Горинь, 442 особи, 76 дворів, православна церква, школа, постоялий будинок.

## Волость після 1921 року
18 березня 1921 року, після підписання мирної угоди («Ризький мир») між РРФСР і УСРР, з одного боку, та Польщею — з другого, був прокладений новий державний кордон, який поділив Волинську губернію на дві частини — до Польщі відійшли 6 повітів губернії, а також більшість волостей Кременецького повіту, зокрема західна частина волості опинилася з польського боку кордону й увійшла до складу Волинського воєводства (села Грибова, Краснолука, Юсківці — до ґміни Ланівці, і Загірці й Михайлівка — ґміни Дедеркали). Натомість східна частина Ямпільської волості (містечко Ямпіль, села Вільшаниця, В'язовець, Дідківці, Лепесівка, Норилів, Паньківці) відійшла до Старокостянтинівського повіту УСРР.